# Стражанаць
45°37′ пн. ш. 17°05′ сх. д. / 45.62° пн. ш. 17.08° сх. д.
Стражанаць (хорв. Stražanac) — населений пункт у Хорватії, в Б'єловарсько-Білогорській жупанії у складі громади Кончаниця.

## Населення
Населення за даними перепису 2011 року становило 142 осіб.
Динаміка чисельності населення поселення: